# توماس هولتزمن
توماس هولتزمن (آلمانی: Thomas Holtzmann؛ ۱ آوریل ۱۹۲۷ – ۴ ژانویهٔ ۲۰۱۳) هنرپیشه اهل آلمان بود. از فیلم‌هایی که وی در آن نقش داشته‌است، می‌توان به خاکسپاری در برلین و محاکمه اشاره کرد.